# Pelargonium mollicomum
Pelargonium mollicomum är en näveväxtart som beskrevs av Henry Georges Fourcade. Pelargonium mollicomum ingår i släktet pelargoner, och familjen näveväxter. Inga underarter finns listade i Catalogue of Life.